# Mesochorus sedis
Mesochorus sedis är en stekelart som beskrevs av Schwenke 1999. Mesochorus sedis ingår i släktet Mesochorus och familjen brokparasitsteklar. Inga underarter finns listade i Catalogue of Life.